# バンカラ

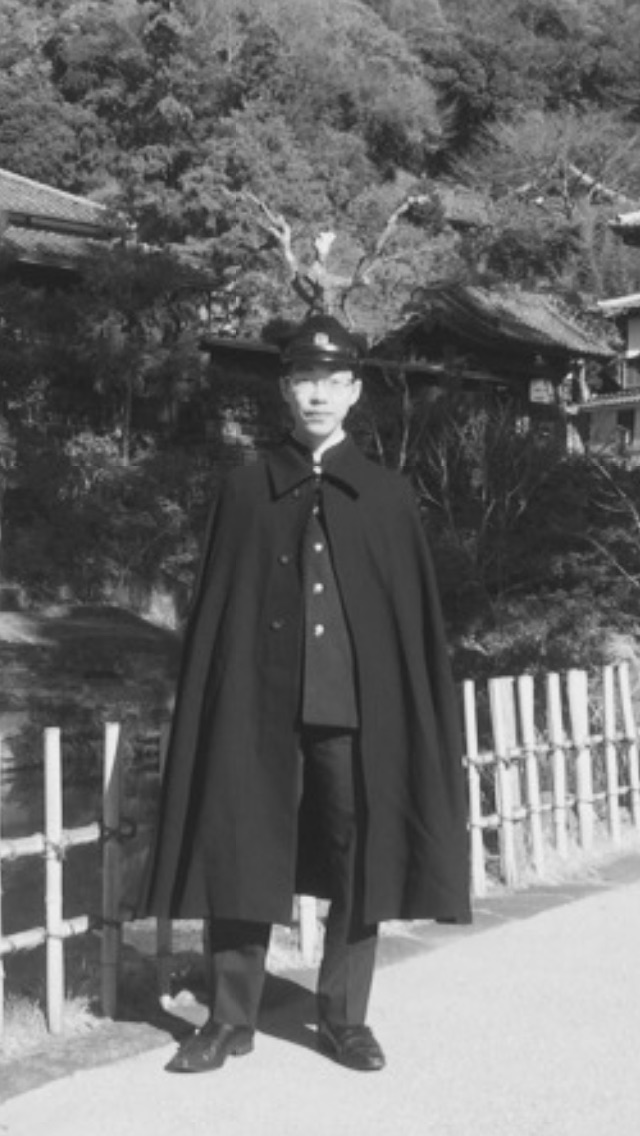
マントを羽織った旧制高校の学生、1910年代～1920年代前半

バンカラ（蛮殻、蛮カラ）とは、ハイカラに対するアンチテーゼとして明治期に粗野や野蛮を創出したもの。一般的には言動などが荒々しいさま、またあえてそのように振る舞う人をいう。
夏目漱石の小説『彼岸過迄』（1912年発表）の一節にも登場する語である。

## 概要

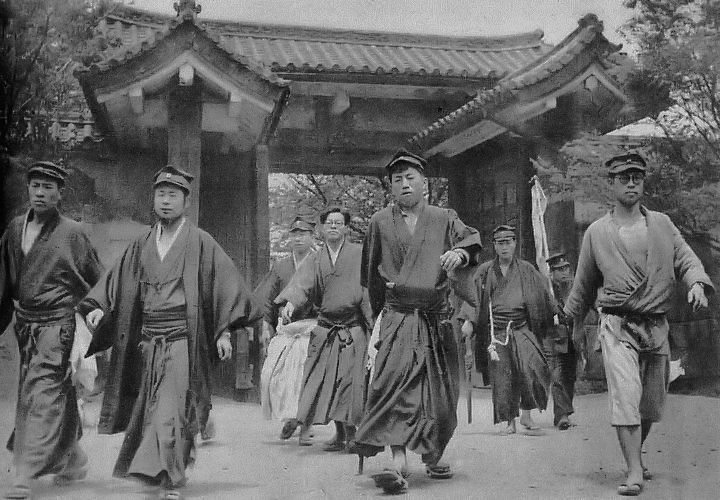
拓殖大学のバンカラ学生（1949年）

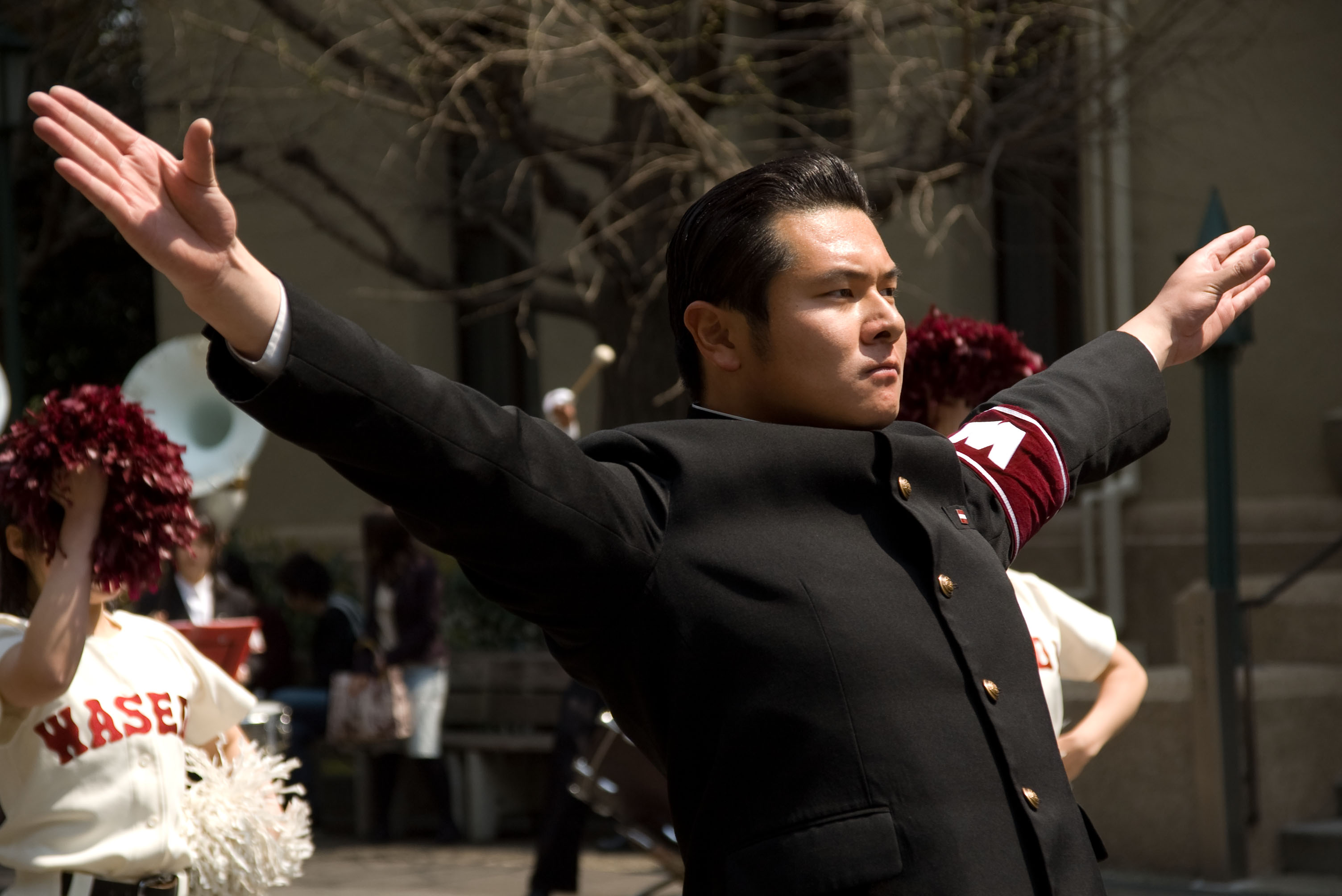
早稲田大学応援部の学生（2007年）

典型的な様式としては弊衣破帽がある。これは、着古し擦り切れた学生服（＝弊衣）・マント・学帽（＝破帽）・高下駄、腰に提げた手拭い、長髪（＝散切り頭に対するアンチテーゼ）などを特徴とするスタイルで、第一高等学校を中心とした旧制高等学校の生徒が流行の発端である。粗末な衣装によって「表面の姿形に惑わされず真理を追究」という姿勢を表現したものとされている。また、ハイカラのアンチテーゼとしてのバンカラは武士道にも通じ、「単に外見の容姿のみに留まらず、同時に内面の精神的なものも含めた行動様式全般」とも理解されていた。故に、粗末な身なりと裏腹に、本人達は非常に物静かな学究の徒だった。つまり学究活動に全力を注ぐため外見に無頓着な体裁と、それを正当化するための動機が複合した文化であると言え、単に粗末粗野なだけの恰好、粗暴な様子をバンカラと呼ぶわけではなく、この点では外見が類似していたかつてのヤンキーなどの不良少年とは異なる。この姿勢は旧制中学校にも広まり、戦後に高校へ移行した後にも伝統としている学校もある。
ハイカラ大学（明治学院大学、上智大学、立教大学、青山学院大学、同志社大学、関西学院大学）とは対照的とされる。

### 変遷
その一方で、単に粗にして野な上、卑であるに過ぎないといった「バンカラの形骸化」は早くから指摘されており、幾度となく弊衣破帽を排する教育方針をとる学校が現れた。戦後、衣料品の質が向上するにおよび、最早自然形成された弊衣破帽は望むべくもなく、着古しにより自然な弊衣破帽が生成されるのを待たず人為的に衣服を傷めて着用する者や、古着を求める者が横行し、単なる服飾流行となった。また、1970年代にはバンカラに類似した服装をしたツッパリやヤンキーと呼ばれる不良少年が登場したが、彼らは次第に派手さを追求するようになり、外見より内面を重視する思想は失われた。近年は「番カラ」の誤記も散見されるように、少年漫画におけるヤンキー、特に番長の記号（弊衣破帽は喧嘩に明け暮れる結果と誤解）に変質した。
現代でも戦前からの伝統校には応援団が詰め襟制服や和服を着用することもあるが、近年では真新しい服としている例も多い。校則として、下駄による登校や男子の長髪を禁止する文言が残っていることがあるが、応援団の活動に支障が出ないように「登校時」に禁止としていることもある。また応援団幹部のみ「弊衣破帽」で過ごす伝統も一部に残されている。

## バンカラな校風で知られた学校

### 国公立大学
- 北海道大学
- 東北大学
- 東京大学
- 京都大学

### 私立大学
- 専修大学
- 拓殖大学
- 日本大学
- 法政大学
- 中央大学
- 明治大学
- 早稲田大学
- 慶應義塾大学
- 関西大学
- 立命館大学

### 省庁大学校
- 防衛大学校

### 高等学校
- 東北地方の高等学校では旧制中学時代から続く男子校にバンカラスタイルの応援団が残っている。盛岡一高、福岡高校、花巻北高校、宮城県のナンバースクールの男子校、青森県立八戸高等学校、福島県立福島高等学校、福島県立安積高等学校などが知られる。
- 中国地方にある鳥取県の鳥取県立鳥取西高等学校にもバンカラの風習が残っている。

## 題材としている作品
- 嗚呼!!花の応援団（漫画: どおくまん）
- 男一匹ガキ大将、硬派銀次郎 、男樹、新・男樹、ガクラン仁義、大ぼら一代（漫画: 本宮ひろ志）
- 私立極道高校、激!!極虎一家、魁!!男塾、暁!!男塾（漫画: 宮下あきら）
- 昭和バンカラ派（漫画: 司敬）
- バンカラの恋（漫画: 地下沢中也）
- ガクラン八年組（漫画: しもさか保）
- 夕やけ番長（漫画: 原作：梶原一騎・画：荘司としお）
- ダウンタウン・ヒーローズ（映画: 松竹）
- 我が良き友よ（歌: かまやつひろし）
- どくとるマンボウ青春記（随筆：北杜夫）
- 青葉繁れる（小説: 井上ひさし）
- スプラトゥーン3（ゲーム: 任天堂）